# Politisk maskine
En politisk maskine er et system af ulige personlige afhængighedsforhold i politiske apparater mellem indflydelsesrige personer og deres klienter. Det bygger på princippet om ydelse og modydelse. Ser man denne form for asymmetriske forhold fra den indflydelsesrige persons side taler man også om protektion. 
Den politiske maskine fungerer uofficielt gennem tildeling af embeder, kontrol bag kulisserne og langvarige politiske bånd indenfor rammerne af repræsentativt demokrati. 
Nogle maskiner har en "boss" og alle maskiner har en gruppe af mennesker som er afhængige af beskyttelse fra maskinen i form af kontrakter eller jobs. 
Politiske maskiner har man kendt i århundreder, men begrebet er amerikansk – Political Machine – og var udbredt i amerikanske byer i perioden 1875-1950, og eksisterer visse steder den dag i dag. 
Politiske maskiner findes også i Sydamerika, Afrika og lande hvor demokratiet er under opbygning, såsom Østeuropa. 
Nøglen til den politiske maskine er protektion: at være indehaver af et offentligt embede medfører evnen til at gøre folk tjenester, og også muligheden for politisk korruption. Politiske maskiner er i reglen ikke interesseret i enkeltsager, men foretrækker situationer hvor man kan anvende noget for noget princippet – og indeholder således elementer fra den traditionelle naturalieøkonomi: "boss"-en udfører tjenester for klienterne, som til gengæld stemmer som de får besked på. Nogle gange suppleres dette system med trusler om vold eller forfølgelse af de som træder ud af det.